# Arion vulgaris
La lumaca spagnola (Arion vulgaris Moquin-Tandon, 1855) è un gasteropode polmonato della famiglia degli Arionidi.

## Descrizione
Normalmente, gli adulti di questa specie sono lunghi dagli 8 ai 12 cm, e pesano dai 5 ai 15 grammi. Le uova sono bianche e leggermente trasparenti, a guscio morbido, di circa 2 mm di diametro; alla schiusa, gli esemplari sono lunghi circa 5 mm. Il colore è variabile tra le diverse popolazioni (ma non all'interna della stessa), e può essere giallognolo, grigiastro, marrone, rossastro o arancione acceso (mai verdognolo); negli adulti il colore è uniforme (così come in Arion rufus), mentre gli esemplari giovani presentano, ai lati del corpo, una banda più scura sormontata da una più chiara.
Lo pneumostoma è situato sul lato destro del corpo, vicino al margine frontale; il mantello è granuloso, mentre il piede è largo e notevolmente lineolato; ad essere distintivi sono anche gli organi genitali, che presentano un atrio corto e piccolo, un ovidotto lungo e gonfio dello stesso diametro dell'atrio, con un'ampia ligula longitudinale, e una spermateca sferica dal diametro due volte l'ovidotto. Va detto che Arion vulgaris fa parte di un complesso di specie che generalmente possono essere distinte solo tramite dissezione dei genitali; tra le altre specie in questione si possono citare Arion ater, Arion rufus, Arion lusitanicus ed Arion flagellus.

## Biologia

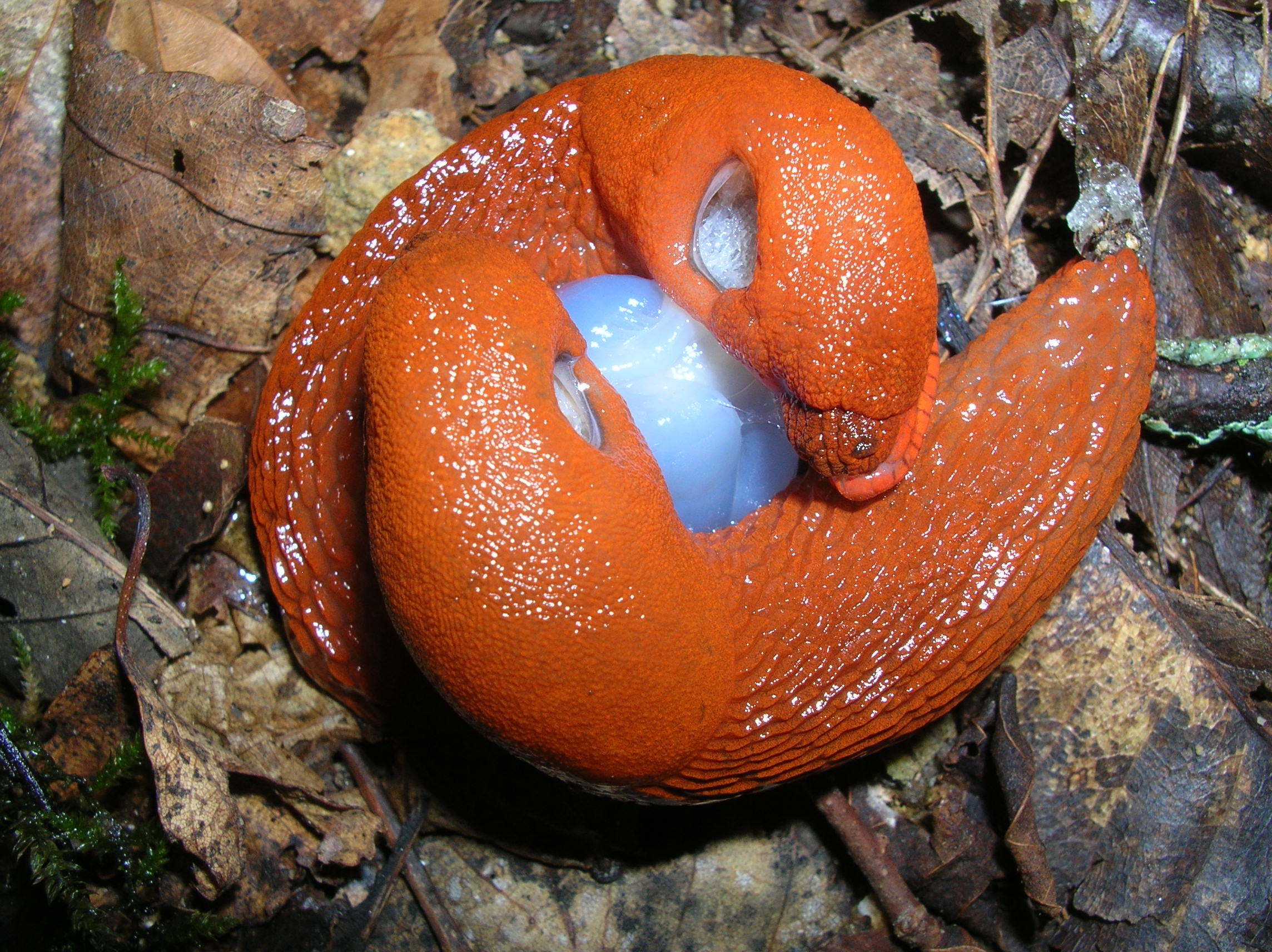
Esemplari in accoppiamento fotografati nel Limosino

È una specie attiva prevalentemente di notte, che può essere individuata anche la mattina presto o la sera; analogamente a Deroceras reticulatum, anche Arion vulgaris si nasconde spesso nei riccioli delle foglie o fra i detriti al suolo o sotto a rocce o pezzi di legno. La riproduzione è preferibilmente sessuata, e l'accoppiamento avviene anch'esso dopo il tramonto, e può durare anche due o tre ore; la deposizione delle uova avviene tra settembre e novembre, e la schiusa ha luogo a inizio primavera; in ambienti particolarmente favorevoli (caldi e umidi), è possibile che vi siano anche due generazioni all'anno. Le uova, fino a 400 per ogni esemplare, non vengono sotterrate, bensì depositate al suolo, eventualmente coperte da foglie morte o altri detriti. Gli adulti possono raggiungere l'anno di vita, ma generalmente muoiono dopo aver deposto le uova. Sono stati riportati casi di ibridazione di Arion vulgaris con Arion ater e anche con Arion rufus.
Sebbene si tratti di una specie preferibilmente erbivora, è in realtà un onnivoro. Tra le piante, colpisce maggiormente le brassicacee, le cucurbitacee, la lattuga, le triticee, le piante ornamentali, i frutti che crescono al suolo (come le fragole) ed altro. Va detto che Arion vulgaris si nutrirebbe, normalmente, solo delle parti morte di una pianta, che è in grado di riconoscere grazie all'assenza di determinati composti chimici prodotti dalle parti in vita; tuttavia le piante coltivate spesso non producono affatto queste sostanze, il che spinge la lumaca a consumarle per intero.

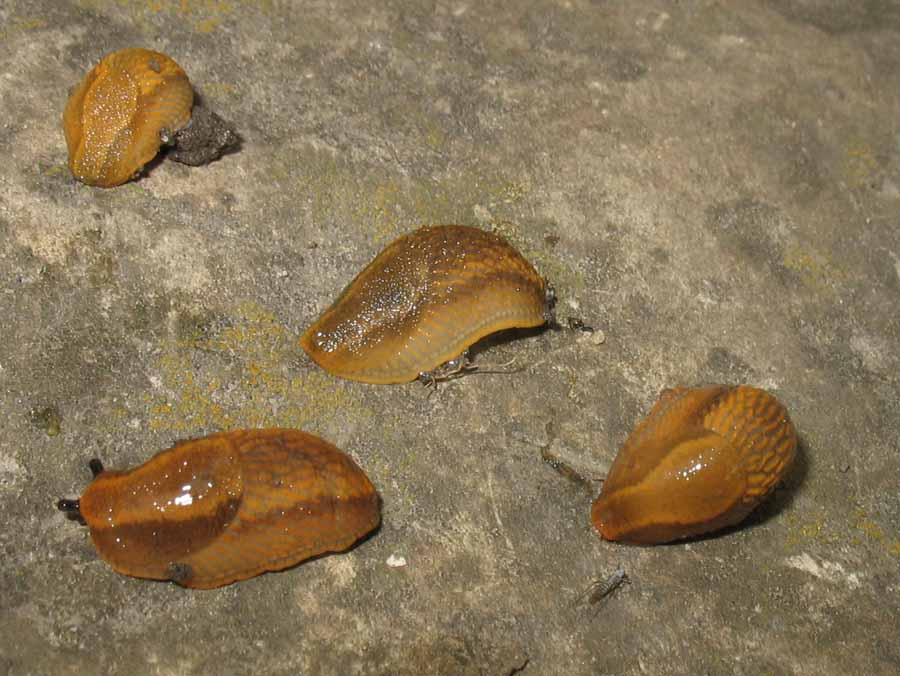
Degli esemplari giovani fotografati in Bassa Austria, nei quali è evidente la non uniformità del colore del mantello.

Data la sua capacità di colonizzare senza problemi (e anzi, particolarmente) habitat antropizzati, da cui deriva una maggiore capacità di dispersione tramite il commercio (in particolare quello relativo ai settori del giardinaggio e dell'orticoltura), la specie è considerata estremamente invasiva e, oltre a causare ingenti danni ai raccolti, in alcune zone ha anche parzialmente rimpiazzato le specie native come Arion ater e Arion rufus.
La lumaca spagnola ha diversi predatori e parassiti, sebbene non specie-specifici: tra i primi figurano il germano reale e il riccio comune, nonché varie specie di coleotteri, fra cui Phosphuga atrata, Cychrus caraboides e i generi Pterostichus e Carabus (alcuni dei quali predano anche le uova). Tra i parassiti si annovera Phasmarhabditis hermaphrodita, che colpisce i giovani e anche gli adulti più piccoli.

## Distribuzione e habitat
La zona di origine di questa specie non è ben chiara: inizialmente si pensava che fosse nativa della penisola iberica (il che spiega il nome comune di "lumaca spagnola"), ma studi genetici successivi hanno confutato la cosa, e si ipotizza che possa giungere invece da un'area non precisata dell'Europa centrale (la Francia meridionale, secondo alcune fonti).
Ad ogni modo, il suo areale comprende ora gran parte dell'Europa centrale, settentrionale ed occidentale, incluse la penisola iberica, le isole britanniche, la Scandinavia, l'Islanda e le isole Isole Faroe (in alcune zone è rara, ma in aumento); in Europa orientale e nei Balcani non è pervenuta, eccetto per una presenza ristretta in Bulgaria. La sua introduzione al di fuori dell'areale di origine è documentata a partire dai primi anni 1950, ed è plausibile che si espanderà ulteriormente raggiungendo in futuro i paesi baltici e la Russia.
Il suo habitat prediletto specifico sono gli ambienti con vegetazione densa e permanente, come giardini, prati e zone incolte, oltre ad essere molto frequente nei siti del compost; meno diffusamente, è presente anche in tutti gli ambienti coltivati.

## Tassonomia

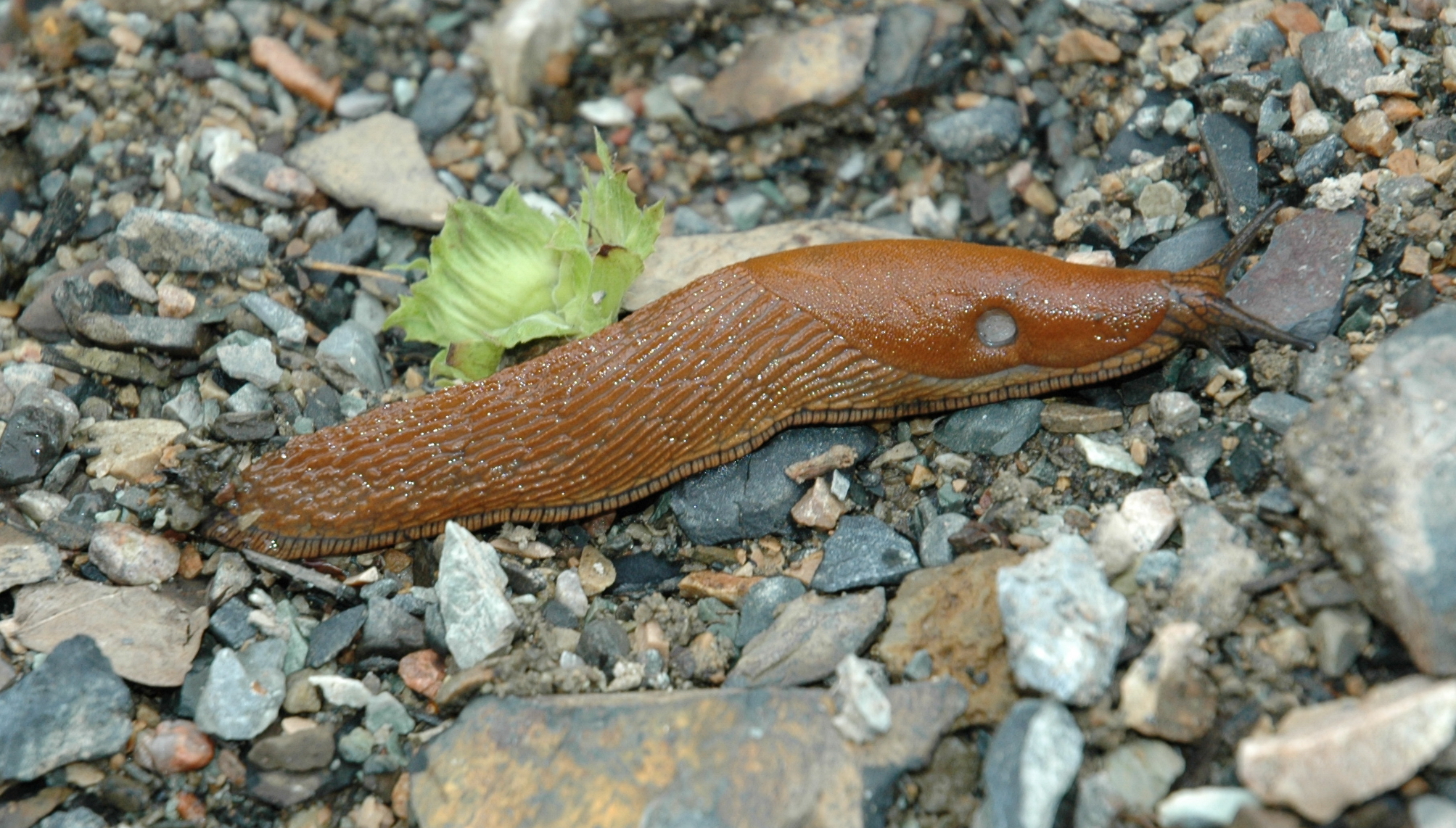
Esemplare fotografato a Bødalen (Norvegia)

Va notato che in molte fonti viene riportato, come nome scientifico o come sinonimo per questa specie, "A. lusitanicus Mabille, 1868"; tuttavia, diversi studi a partire dal 1997 hanno evidenziato che sotto il nome di Arion lusitanicus venivano classificate, sin dal 1956, due diverse specie, una invasiva originaria dell'Europa centrale, e l'altra non invasiva, con un areale limitato al Portogallo, che differiscono per morfologia interna e per uno spermatoforo molto diverso: la specie portoghese ha quindi mantenuto il nome di Arion lusitanicus, mentre quest'altra è stata ribattezzata Arion vulgaris (un nome usato per la prima volta da Alfred Moquin-Tandon nel 1855, il quale, a suo tempo, aveva già notato la distinzione tra le due specie, a differenza di vari altri autori).